# ピセオール
ピセオール(Piceol)は、オウシュウトウヒ(Picea abies)の針葉や菌根に見られるフェノール化合物である。ピセインは、ピセオールのグルコシドである。

## 利用
ピセオールは、オクトパミン、ソタロール、バメタン、ジクロニン等を含むいくつかの医薬品の合成に用いられる。
ヒドロキシルアミンとのオキシム形成とそれに続く酸中でのベックマン転位により、アセトアミノフェンを作ることができる。
マンニッヒ反応により、抗痙攣薬も作ることができる。

## 代謝
ジプレニル化誘導体がOphryosporus macrodonから単離されている。
4-ヒドロキシアセトフェノンモノオキシゲナーゼは、ピセオールを4-ヒドロキシフェニル酢酸に変換する酵素である。この酵素は、シュードモナス・フルオレッセンスで見られる。